# Лебедята
Лебедята — деревня в Кишертском районе Пермского края Российской Федерации. Население — 6 чел. (2016).

## География
Деревня Лебедята расположена на правом берегу реки Лёк, в 2 километрах от административного центра — села Осинцево, и в 37 километрах от районного центра — села Усть-Кишерть. Входит в состав Осинцевского сельского поселения.

## Население
| 2000 | 2004 | 2008 | 2010 | 2011 | 2012 | 2013 |
| ---- | ---- | ---- | ---- | ---- | ---- | ---- |
| 9    | ↗13  | ↘6   | ↗13  | →13  | ↘5   | ↗7   |
| 2015 | 2016 |      |      |      |      |      |
| →7   | ↘6   |      |      |      |      |      |

## Транспорт
Автобусное сообщение обеспечивает МУАП «Кишертскавтотранс». Согласно расписанию ходят маршруты № 113 «Молёбка — Кишерть» и № 114 «Молёбка — Шумково».